# Islas Calagua
Islas Calagua (o Calaguas) es el nombre que recibe una archipiélago en la provincia filipina de Camarines Norte. Incluye las siguientes islas:
- Mayores
  - Isla Tinaga
  - Isla Guintinua

- Menores
  - Isla Maculabo

y varios islotes menores.
La mayoría de las islas están bajo la jurisdicción administrativa del municipio de Vinzons, Camarines Norte, mientras que la isla menor de Maculabo está bajo la jurisdicción del municipio de Paracale, Camarines Norte. Recientemente, la isla de Tinaga en donde esta una famosa y larga playa llamada Mahabang Buhangin está experimentando la afluencia de turistas en la zona a pesar de la falta de alojamiento. Campistas y excursionistas van y vienen cada día a visitar sus arenas blancas.